# Nicolas Brieger
Nicolas Brieger, né le 23 mars 1945 à Berlin, est un acteur de théâtre et de cinéma, un metteur en scène de théâtre et d'opéra. Brieger vit et travaille à Vienne, mais également en Allemagne, en Autriche et en Suisse.

## Biographie
Après son baccalauréat, il étudie le théâtre et la littérature à l'Université libre de Berlin. En 1962, il commence une formation au Théâtre Studio de Marlise Ludwig, où Klaus Kinski étudie également. En 1963, il fait ses débuts au Schiller Theater et dès la fin des années 1960, il décroche de nombreux rôles au théâtre, à la télévision et au cinéma. Après avoir été assistant de Giorgio Strehler à Salzbourg, Brieger se lance dans la mise en scène avec beaucoup de succès et a, par la suite, développé une carrière de comédien et de metteur en scène de théâtre, de cinéma et de télévision dans toute l'Allemagne.
Nicolas Brieger aime passionnément la musique et en 1986, il devient metteur en scène d'opéra pour le Nationaltheater de Mannheim et son succès est immédiat. Il signe la mise en scène d'opéras pour le Staatsoper de Berlin, l'Opéra Bastille de Paris, le Volksoper de Vienne et le Grand Théâtre de Genève.

## Filmographie
Cinéma
- 1985 : Wohin und Zurück
- 1986 : Welcome in Vienna de Axel Corti : Sgt. Adler
- 1989 : Einstweilen wird es Mittag de Karin Brandauer : Robert Bergheim
- 1992 : Meine Tochter gehört mir de Vivian Naefe : Rainer Baldt

Télévision
- 1994 : Un cas pour deux  (série TV) - 2 épisodes : Manfred Kratzer / Fenninger
- 1992 : Wolff, police criminelle (série TV) - 1 épisodes : Walter Schulenburg
- 1986 - 1985 - 1978 : Tatort (série TV) - 3 épisodes
- 1985 : Un cas pour deux  (série TV) - 1 épisodes : Helmut Sievers

## Théâtre
- 2009 : Conversations à Rechlin, livret et mise en scène François Dupeyron, musique Franz Schubert, Robert Schumann, Ernst Wilhelm Wolf, Comédie de Genève

## Mises en scène d'opéras
- 1986, Le Nain, Alexander von Zemlinsky, Mannheim
- 1992, Il Barbiere De Siviglia de(Gioachino Rossini), (Bruxelles La Monnaie)
- 1994, Simon Boccanegra (Giuseppe Verdi) (Bastille Opera National de Paris)
- 2001, Lady Macbeth de Mzensk de Dimitri Chostakovitch, Grand Théâtre de Genève
- 2002, Saint Francois d'Assise de(Olivier Messiaen), (St.Francisco Opera)
- 2003, Le tour d'écrou de Benjamin Britten, Grand Théâtre de Genève
- 2006, Galilée de Michael Jarrell, Grand Théâtre de Genève
- 2007, Don Giovanni de Wolfgang Amadeus Mozart, Mannheim
- 2008,  Doktor Faust de (Feruccio Busoni) (Nationaloper Muenchen)
- 2009, Salomé, de Richard Strauss, Grand Théâtre de Genève
- 2015, Médée, de Marc-Antoine Charpentier, (Theater Basel)